# Cladiella minuta
Cladiella minuta is een zachte koraalsoort uit de familie Alcyoniidae. De koraalsoort komt uit het geslacht Cladiella. Cladiella minuta werd in 1944 voor het eerst wetenschappelijk beschreven door Tixier-Durivault. 